# Melesse
Melesse est une commune française située dans le département d'Ille-et-Vilaine en région Bretagne, peuplée de 7 400 habitants.

## Géographie
Melesse est située en Bretagne, plus précisément en Ille-et-Vilaine à douze kilomètres environ au nord de Rennes. La commune appartient à la Communauté de communes du Val d'Ille-Aubigné.

### Communes limitrophes
| Montreuil-le-Gast         | Saint-Médard-sur-Ille | Saint-Germain-sur-Ille |
| La Mézière                | Melesse               | Chevaigné              |
| La Chapelle-des-Fougeretz | Saint-Grégoire        | Betton                 |

### Hydrographie
Pour un article plus général, voir Réseau hydrographique d'Ille-et-Vilaine.
La commune est située dans le bassin Loire-Bretagne. Elle est drainée par le canal d'Ille et Rance, l'Ille, le Quincampoix, la Jandière, la Touche, la Gravelle, le Queue de Loup et le ruisseau de la Ménuchère,,.
Le canal d'Ille-et-Rance est un canal, chenal et un cours d'eau naturel navigable, d'une longueur de 84 km, prend sa source dans la commune de Montreuil-sur-Ille et se jette  dans l'Ille à Saint-Grégoire, après avoir traversé 25 communes. 
L'Ille, d'une longueur de 49 km, prend sa source dans la commune de Dingé et se jette  dans la Vilaine à Rennes, après avoir traversé onze communes. 
Le Quincampoix (canal d'Ille-et-Rance), d'une longueur de 10 km, prend sa source dans la commune de Montreuil-le-Gast et se jette  dans le Canal d'Ille-et-Rance  à Betton, après avoir traversé quatre communes. 

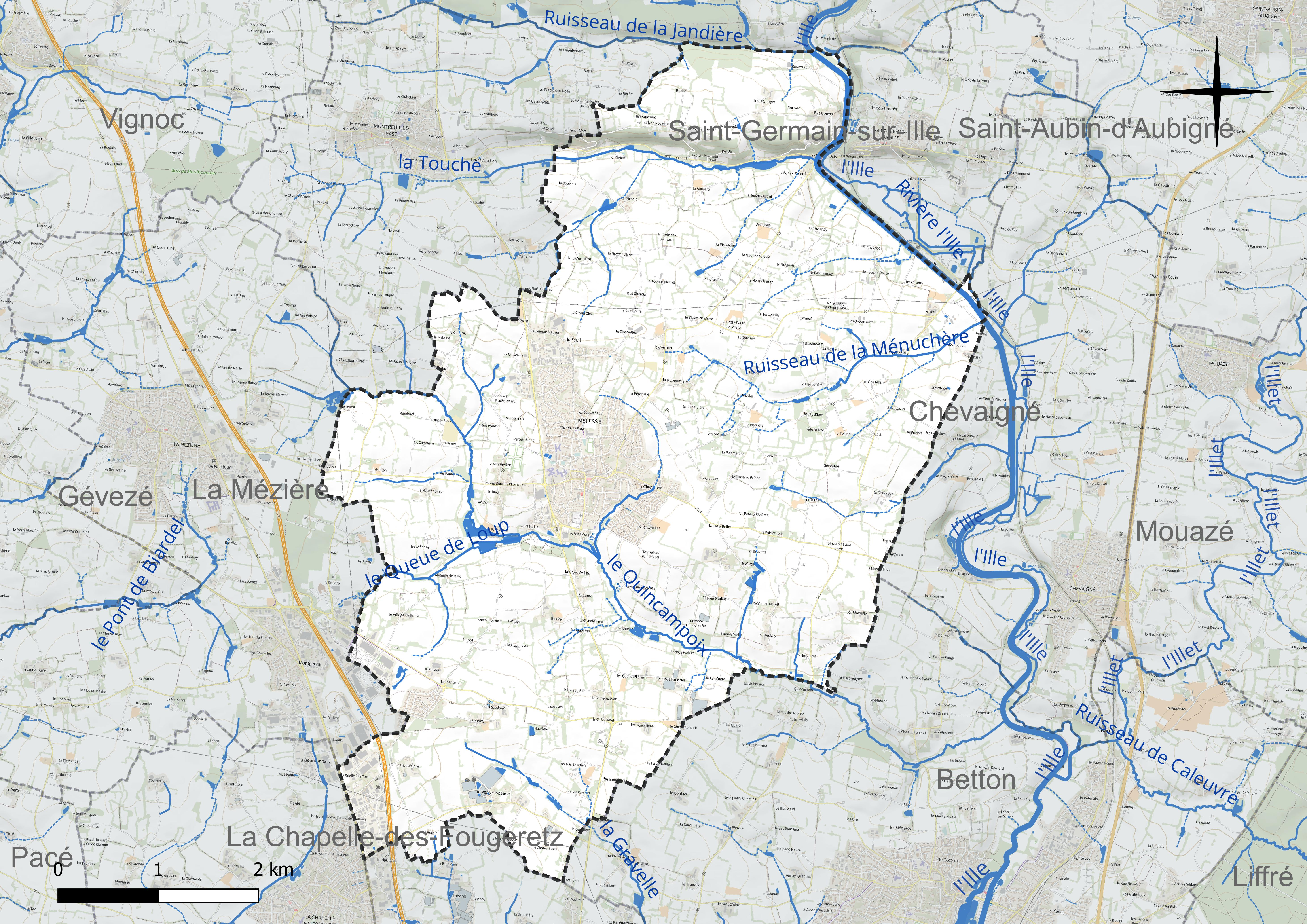
Réseau hydrographique de Melesse.

### Climat
Pour des articles plus généraux, voir Climat de la Bretagne et Climat d'Ille-et-Vilaine.
En 2010, le climat de la commune est de type climat océanique altéré, selon une étude du CNRS s'appuyant sur une série de données couvrant la période 1971-2000. En 2020, Météo-France publie une typologie des climats de la France métropolitaine dans laquelle la commune est exposée à un climat océanique et est dans la région climatique  Bretagne orientale et méridionale, Pays nantais, Vendée, caractérisée par une faible pluviométrie en été et une bonne insolation. Parallèlement l'observatoire de l'environnement en Bretagne publie en 2020 un zonage climatique de la région Bretagne, s'appuyant sur des données de Météo-France de 2009. La commune est, selon ce zonage, dans la zone « Intérieur Est », avec des hivers frais, des étés chauds et des pluies modérées.  
Pour la période 1971-2000, la température annuelle moyenne est de 11,3 °C, avec une amplitude thermique annuelle de 12,8 °C. Le cumul annuel moyen de précipitations est de 767 mm, avec 12,8 jours de précipitations en janvier et 7,2 jours en juillet. Pour la période 1991-2020, la température moyenne annuelle observée sur la station météorologique la plus proche, située sur la commune de Feins à 13 km à vol d'oiseau, est de 11,9 °C et le cumul annuel moyen de précipitations est de 816,2 mm,. Pour l'avenir, les paramètres climatiques de la commune estimés pour 2050 selon différents scénarios d'émission de gaz à effet de serre sont consultables sur un site dédié publié par Météo-France en novembre 2022.

## Urbanisme

### Typologie
Au 1er janvier 2024, Melesse est catégorisée bourg rural, selon la nouvelle grille communale de densité à sept niveaux définie par l'Insee en 2022.
Elle appartient à l'unité urbaine de Rennes, une agglomération intra-départementale regroupant 16  communes, dont elle est une commune de la banlieue,,. Par ailleurs la commune fait partie de l'aire d'attraction de Rennes, dont elle est une commune de la couronne,. Cette aire, qui regroupe 183 communes, est catégorisée dans les aires de 700 000 habitants ou plus (hors Paris),.

### Occupation des sols
L'occupation des sols de la commune, telle qu'elle ressort de la base de données européenne d'occupation biophysique des sols Corine Land Cover (CLC), est marquée par l'importance des territoires agricoles (90,3 % en 2018), en diminution par rapport à 1990 (94,1 %). La répartition détaillée en 2018 est la suivante : 
zones agricoles hétérogènes (46,1 %), terres arables (32,6 %), prairies (11,6 %), zones urbanisées (6,3 %), zones industrielles ou commerciales et réseaux de communication (1,8 %), espaces verts artificialisés, non agricoles (0,8 %), forêts (0,8 %). L'évolution de l'occupation des sols de la commune et de ses infrastructures peut être observée sur les différentes représentations cartographiques du territoire : la carte de Cassini (XVIIIe siècle), la carte d'état-major (1820-1866) et les cartes ou photos aériennes de l'IGN pour la période actuelle (1950 à aujourd'hui).

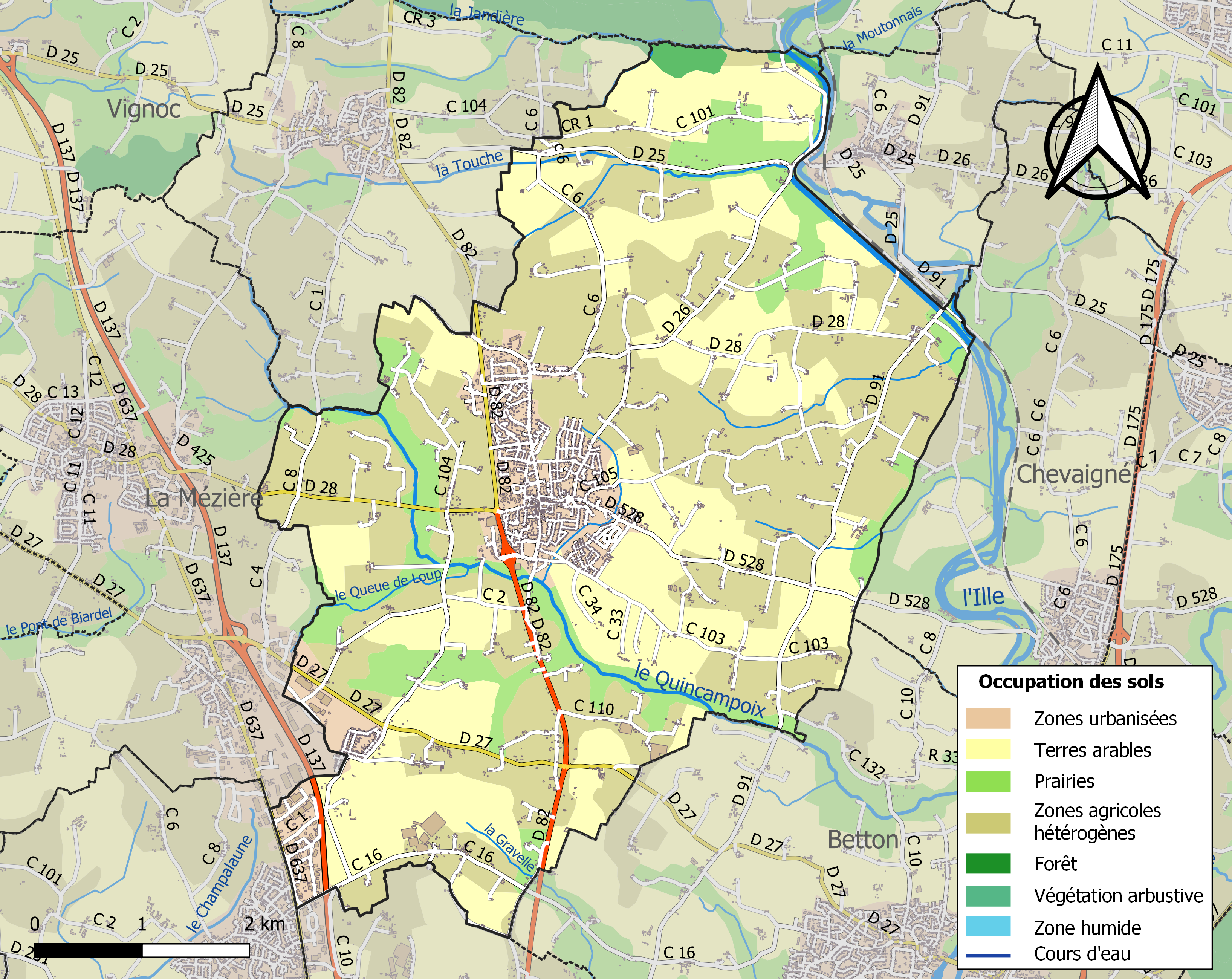
Carte des infrastructures et de l'occupation des sols de la commune en 2018 (CLC).

## Toponymie
Le nom de la localité est attesté sous les formes Mellece en 1185, Melecia en 1238, Melescia en 1280.

## Histoire
Comme de nombreuses localités d'Europe, la commune de Melesse a été habitée dès l'époque néolithique. Haches polies, grattoirs, et perçoirs en silex témoignent de lointaines activités humaines. De la Gaule romaine, des gisements archéologiques ont fourni des indices : fermes indigènes, tuiles, tessons de céramique, fragments d'amphores, villa résidentielle. En 1185, l'église de Melesse et le prieuré bénédictin du Mesnil sont en possession de l'abbaye Saint Melaine de Rennes. De l'église de style flamboyant des xve et xvie siècles, il reste un porche unique, sauvé par le chanoine Thébault lors de la construction de l'église actuelle, en 1885. Ce joyau de la Renaissance a orné l'entrée de la chapelle Notre-Dame des Alleux. Il sera prochainement restauré et mis en valeur. Pendant la guerre de Cent Ans et les guerres de Religion, troupes et bandes de brigands saccagent et rançonnent la paroisse. En 1591, le capitaine Corbesson, au service du duc de Mercoeur, réduit le village en cendres, à l'exception de l'église. Des seigneuries de l'Ancien Régime demeurent des noms de famille nobles : de Melesse, de Champaigné, de Romelin, de Lys, de Rosnivynen, Picquet de Melesse... et de belles bâtisses : château de Beaucé, manoirs du Plessix, de la Quenouillère, de la Grimaudais, de Fresnay. Passées la tourmente révolutionnaire et l'occupation prussienne à la chute de Napoléon, les Melessiens développent leur vocation particulière : l'agriculture, la production de toile et l'artisanat. Melesse est alors classée "grand et riche" commune par la préfecture. Le xixe siècle représente aussi l'âge d'or de l'architecture de terre : fermes, fournils, fours en bauge caractérisent le paysage melessien. Depuis les années 1970 la commune a bénéficié d'un renouveau démographique et urbain. Elle accueille aujourd'hui des zones d'activités à fort rayonnement.[réf. nécessaire] [style à revoir]

## Héraldique

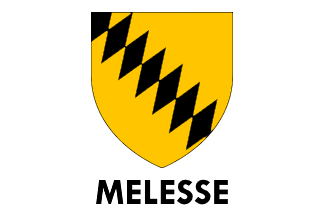
Logo.

| Blason de Melesse | Blason  | D'or à la bande fuselée de sable. |
| Blason de Melesse | Détails |                                   |

## Population et société

### Démographie
L'évolution du nombre d'habitants est connue à travers les recensements de la population effectués dans la commune depuis 1793. Pour les communes de moins de 10 000 habitants, une enquête de recensement portant sur toute la population est réalisée tous les cinq ans, les populations de référence des années intermédiaires étant quant à elles estimées par interpolation ou extrapolation. Pour la commune, le premier recensement exhaustif entrant dans le cadre du nouveau dispositif a été réalisé en 2007.
En 2022, la commune comptait 7 400 habitants, en évolution de +16,61 % par rapport à 2016 (Ille-et-Vilaine : +5,46 %, France hors Mayotte : +2,11 %).
| 1793  | 1800  | 1806  | 1821  | 1831  | 1836  | 1841  | 1846  | 1851  |
| ----- | ----- | ----- | ----- | ----- | ----- | ----- | ----- | ----- |
| 2 063 | 2 382 | 2 564 | 2 800 | 2 808 | 2 698 | 2 549 | 2 506 | 2 583 |

| 1856  | 1861  | 1866  | 1872  | 1876  | 1881  | 1886  | 1891  | 1896  |
| ----- | ----- | ----- | ----- | ----- | ----- | ----- | ----- | ----- |
| 2 592 | 2 584 | 2 600 | 2 540 | 2 643 | 2 612 | 2 636 | 2 543 | 2 537 |

| 1901  | 1906  | 1911  | 1921  | 1926  | 1931  | 1936  | 1946  | 1954  |
| ----- | ----- | ----- | ----- | ----- | ----- | ----- | ----- | ----- |
| 2 441 | 2 402 | 2 379 | 2 197 | 2 219 | 2 182 | 2 096 | 2 068 | 1 974 |

| 1962  | 1968  | 1975  | 1982  | 1990  | 1999  | 2006  | 2007  | 2012  |
| ----- | ----- | ----- | ----- | ----- | ----- | ----- | ----- | ----- |
| 1 941 | 2 123 | 3 206 | 4 231 | 4 675 | 5 164 | 5 415 | 5 456 | 5 708 |

| 2017  | 2022  | - | - | - | - | - | - | - |
| ----- | ----- | - | - | - | - | - | - | - |
| 6 576 | 7 400 | - | - | - | - | - | - | - |

En 2009, la commune comptait 5 489 habitants :
hommes : 49,3 % ;
femmes : 50,7 % ;
0 - 19 ans : 29,4 % ;
20 - 64 ans : 57,1 % ;
60 ans et plus : 13,5 %.
La ville a connu une hausse démographique ces dernières années, dans la mouvance des communes de la deuxième couronne de Rennes, mais de façon plus modérée.

### Sports

#### Associations sportives
- Amicale Laïque : Aïkido, Badminton, Capoeira, Gymnastique, Musculation, Randonnée, Rugby, Santé et Bien-être, Sophrologie, Tonic Form, Pilates, Yoga du rire
- ASC JA Melesse : Basket, Handball, Roller, Volley
- Association sportive du golf de Cap Malo[36]
- Avenir Melesse Pétanque
- Club de l'amitié : jeux, bowling, ciné-conférence, gai savoir, atelier mémoire, rencontre de lutte contre l'isolement, concours photos, poésie, tennis de table, randos et marche nordique, apprentissage pas de danses, informatique tous niveaux, généalogie, premiers secours, etc…
- Club Moto les Loups Celtics
- Cyclo Club Melesse
- Entente paletiste
- Football Club La Mézière/Melesse[37]
- Gymnastique Volontaire
- Jogging et Athlétisme Melesse[38]
- Judo Club Melesse[39]
- Melesse Ping
- Moto Club de l'Illet
- Tennis Club

#### Équipements sportifs
- Stade du Champ Courtin :
  - 3 terrains de football sur herbe
  - 1 terrain synthétique
  - 1 piste d'athlétisme
  - 1 boulodrome couvert
  - vestiaires/sanitaires
  - tribune couverte
- Skatepark
  - 2 rampes (l'une en double courbe et l'autre inclinée)
  - 1 table de street
  - 1 muret
  - 1 barre de slide
- Stade de la Janaie
  - 1 terrain de rugby
  - 2 terrains de pétanque
  - 1 city stade
  - vestiaires/sanitaires
- Salle polyvalente
  - 1 salle de judo
  - 1 salle de tennis de table
  - 1 plateau omnisports
  - vestiaires/sanitaires
- Complexe Tennis
  - 2 courts couverts avec espace détente et vestiaires/sanitaires
  - 2 courts extérieurs
- Gymnases
  - 2 salles omnisports avec équipements divers (basket, éducation physique, …)
  - 1 salle de musculation
  - 1 salle de gymnastique
- Parcours sportif au parc du Quincampoix : Le parcours sportif, accessible à tous, s'étend sur 1300 mètres.
- Salle Christophe Colomb : Salle de danse

## Lieux et monuments
- Manoir de la Grimaudais. Il a conservé des éléments importants du XVe siècle dont sa coursière en bois qui courre le long du logis[40].
- Manoir du Plessis.
- Manoir des Milleries (XVe siècle).

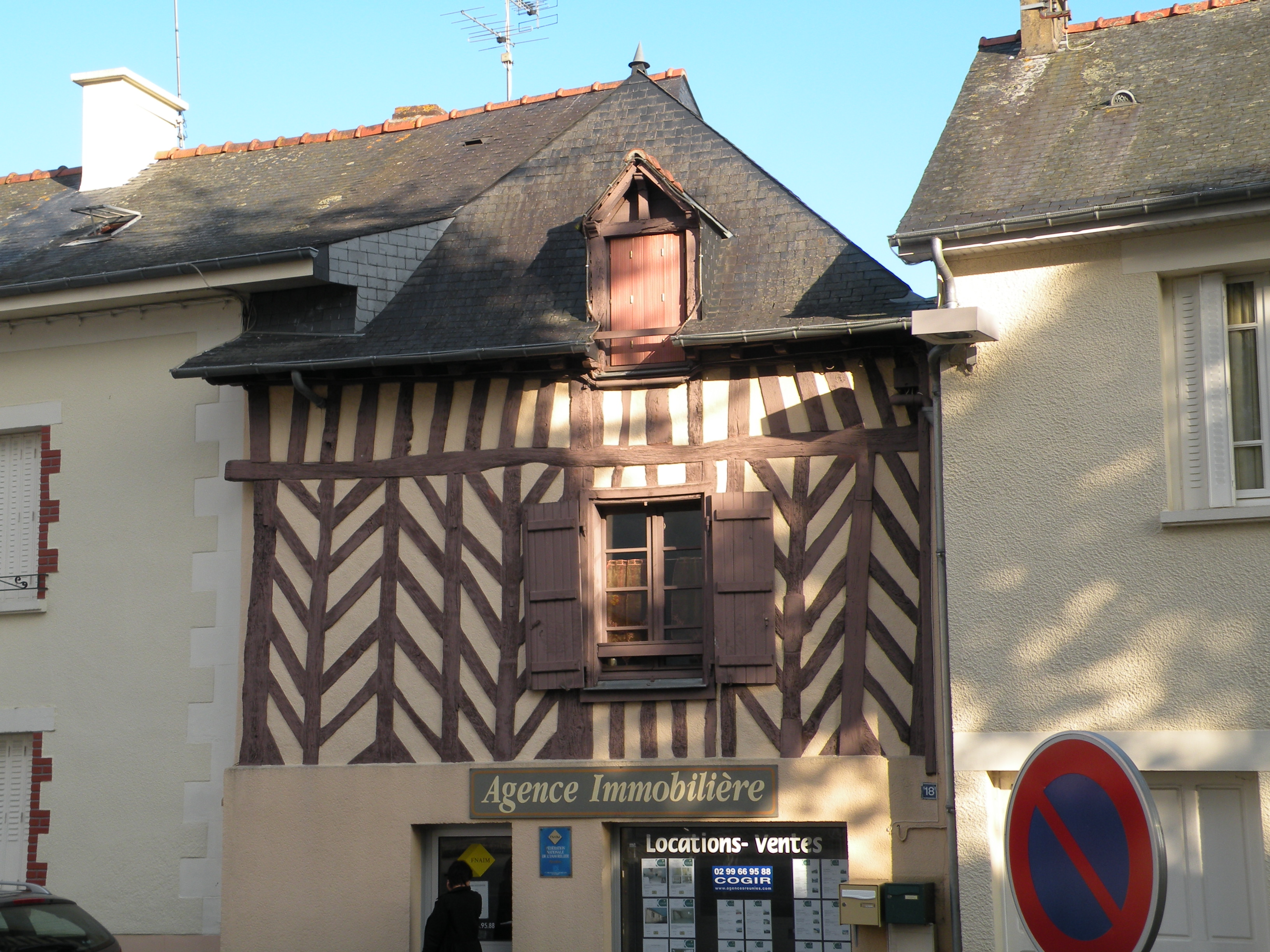
Maison à colombages du bourg.
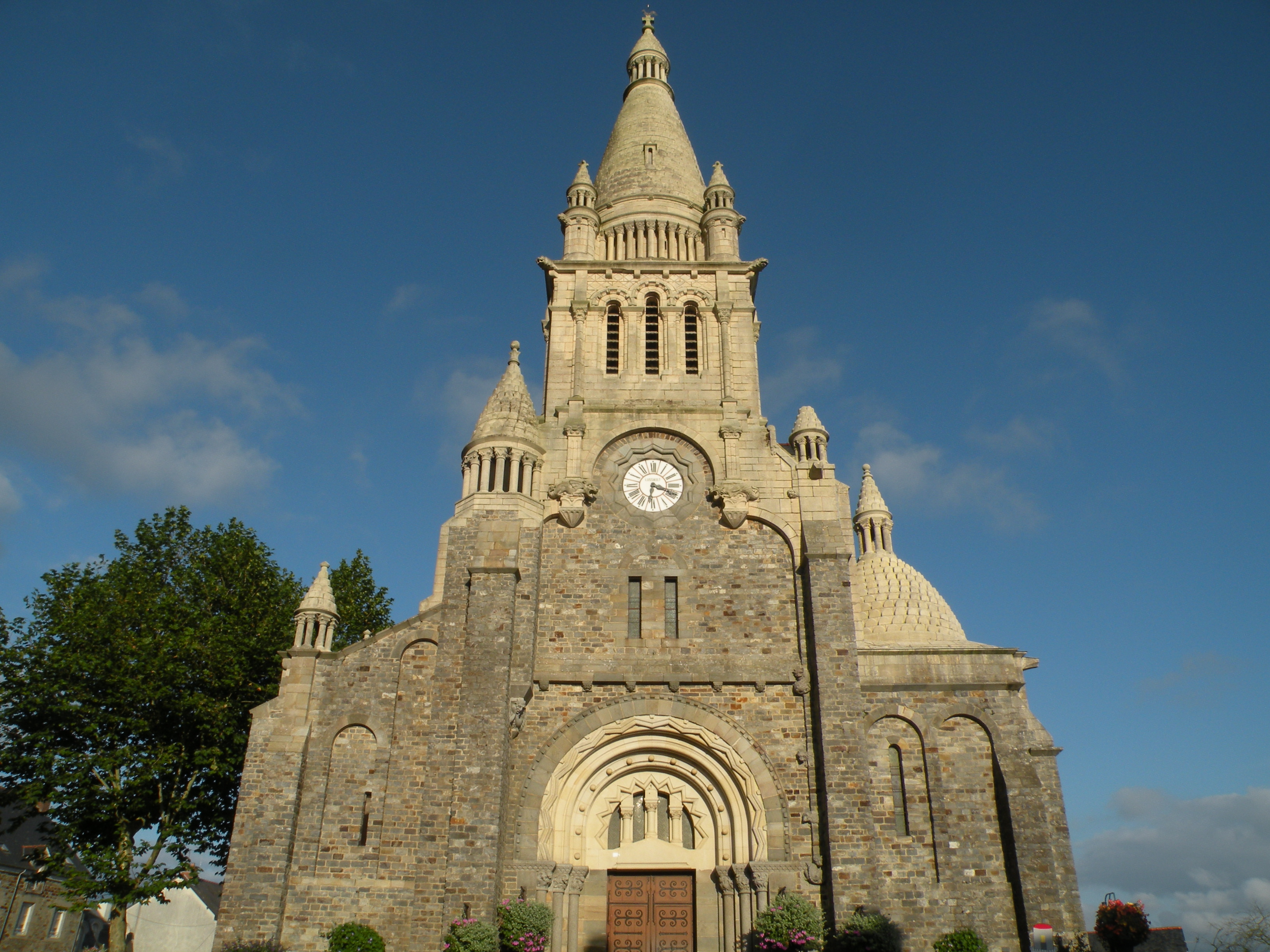
Façade de l'église Saint-Pierre.
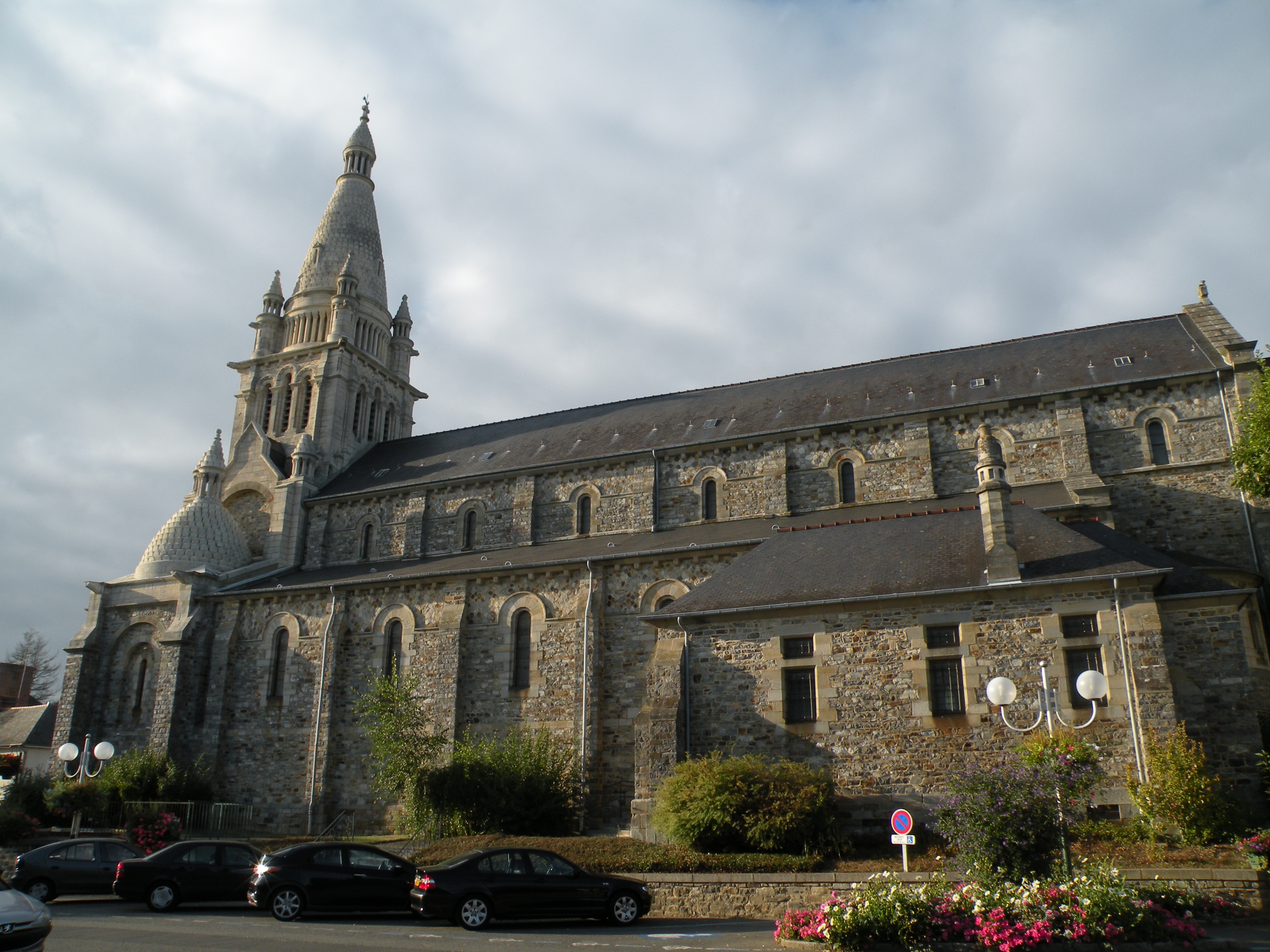
Nef de l'église Saint-Pierre.

## Jumelages
| Ville | Ville   | Pays | Pays    | Période                    |
| ----- | ------- | ---- | ------- | -------------------------- |
|       | Enguera |      | Espagne | depuis le 9 septembre 1989 |

Depuis 1989, Melesse est jumelée avec la ville espagnole d'Enguera, située dans la province de Valence et la Communauté valencienne.
Avec les dix-huit autres communes de la communauté de communes du Val d'Ille-Aubigné, elle est par ailleurs jumelée avec :
- Chedzoy (Royaume-Uni) depuis 2003
- Middlezoy (Royaume-Uni) depuis 2003
- Westonzoyland (Royaume-Uni) depuis 2003